# Кухня (фільм, 2023)
«Кухня» (The Kitchen) — британський бойовик -драма 2023 року, режисерами є Кібве Таварес і Денієл Калуя, за сценарієм Калуї та Джо Мертага. Прем'єра фільму відбулася на 67-му Лондонському кінофестивалі BFI у жовтні 2023 року. На сайті «Rotten Tomatoes» фільм отримав 91 % схвальних відгуків при 64 голосах оглядачів.

## Про фільм
У антиутопічному майбутньому в Лондоні, де все соціальне житло скасовано, Ізі та Бенджі борються за те, щоб зорієнтуватися у світі.
Вони — мешканцямі Кухні, спільноти, яка відмовляється покидати свій дім.

## Знімались
| Актор             | Роль     |
| ----------------- | -------- |
| Kano              | Ізі      |
| Джедайя Баннерман | Бенджі   |
| Іан Райт          | Кітченер |